# Masques (Lourié)
Les Masques op. 13 sous-titrés Tentations sont sept pièces du compositeur Arthur Lourié, écrites en 1913,.

## Composition
Elève d'Alexandre Glazounov, Lourié rejette peu à peu l'académisme du Conservatoire de Saint-Pétersbourg. En 1913, il obtient son diplôme de fin d'études ; c'est cette année-là qu'il compose les Masques. Mais c'est aussi à partir de cette époque que Lourié explore l'atonalité et le dodécaphonisme. Son œuvre est alors très influencée par les recherches de Scriabine ; les Masques sont d'ailleurs contemporains de sa Neuvième Sonate. Le manuscrit, difficile à lire, est conservé aux États-Unis.

## Analyse de l'œuvre
Ce recueil de sept pièces dure environ vingt minutes :
1. Nuageux, suave ;
2. Caché, avec une ironie suave ;
3. Avec une grâce fragile ;
4. Dans un mystère profond et calme ;
5. Étrange, charmé ;
6. Très lent, calme (mouvement d'une marche funèbre) ;
7. Pâmé, avec désir croissant.